# Alexander Fjodorowitsch Poleschtschuk
Alexander Fjodorowitsch Poleschtschuk (russisch Александр Фёдорович Полещук, wiss. Transliteration Aleksandr Fëdorovič Poleščuk; * 30. Oktober 1953 in Tscheremchowo, Oblast Irkutsk, Russische SFSR) ist ein ehemaliger russischer Kosmonaut.

## Ausbildung
Alexander Poleschtschuk schloss sein Maschinenbaustudium am Moskauer Staatlichen Luftfahrtinstitut 1977 ab und begann für RKK Energija zu arbeiten. Dort arbeitete er an der Perfektionierung der Reparatur- und Montagetechniken für Weltraumflüge. Er ist sehr erfahren, unter simulierter Schwerelosigkeit zu arbeiten.
Im Februar 1989 wurde er als ein Kandidat für einen Raumflüg ausgewählt (Gruppe 14, zivile Spezialisten). Von September 1989 bis Januar 1991 nahm er am kompletten Basistraining teil und qualifizierte sich zum Testkosmonauten um dann bis zum März 1992 am erweiterten Training für die Sojus-TM-Raumschiff und die Mir-Station teilzunehmen.

## Raumflüge
Im Jahr 1992 war er der Bordingenieur der Ersatzmannschaft für Sojus TM-15 und wurde wie üblich für den nachfolgenden Flug Sojus TM-16 nominiert. Während dieser Mission  war er zusammen mit Gennadi Manakow über 179 Tage im All. Die zwei Weltraumausstiege, die er in dieser Zeit unternahm, dauerten zusammen neun Stunden und 58 Minuten. Es wurde auch ein androgynes Kopplungssystem am Kristall-Modul getestet.
Von Oktober 1994 bis März 1995 bereitete er sich als Ersatz-Bordingenieur auf den Flug von Sojus TM-21 und als Ersatz-Missionsspezialist der Mir EO-19-Langzeitexpedition (Start mit STS-71) vor.
Poleschtschuk ist verheiratet und hat eine Tochter.

## Belege
- NASA-Biografie in der Encyclopedia Astronautica (englisch)
- spacefacts.de: Kurzbiografie
- space.kursknet.ru: Biografie (Memento vom 28. März 2016 im Internet Archive) (englisch/russisch)

| Personendaten    | Personendaten                                                                                              |
| ---------------- | --- |
| NAME             | Poleschtschuk, Alexander Fjodorowitsch                                                                     |
| ALTERNATIVNAMEN  | Полещук, Александр Фёдорович (russisch); Poleščuk, Aleksandr Fëdorovič (wissenschaftliche Transliteration) |
| KURZBESCHREIBUNG | russischer Kosmonaut                                                                                       |
| GEBURTSDATUM     | 30. Oktober 1953                                                                                           |
| GEBURTSORT       | Tscheremchowo, Oblast Irkutsk, Russische SFSR                                                              |